# Serraventosa
Serraventosa è un rilievo dell'isola d'Elba, sede di una piccola necropoli rupestre a partire dall'Età del Bronzo sino all'Età del Ferro. 
Nel luogo, caratterizzato dalla presenza di alcuni caprili utilizzati dal pastore marcianese Oreste Anselmi (1886-1964), chiamato Il Re della Montagna, è stata rinvenuta (1986) un'importante sepoltura rupestre in un riparo noto almeno dal 1820 come Grotta di Giuliano. La tomba ha restituito una ciotola fittile troncoconica, un vasetto d'impasto, un bollitoio per latte, una fibula in bronzo e alcune conchiglie (Murex sp. e Patella sp.) usate probabilmente come offerta di cibo per il defunto.
Si è ipotizzato che la sepoltura sia stata riutilizzata più volte, in un arco temporale compreso tra gli inizi dell'XI secolo a.C. e il IX secolo a.C.
I materiali rinvenuti sono conservati presso il Museo archeologico di Marciana.
A quota maggiore si trova il Caprile dei Colli con la più antica capanna in pietra dell'isola, realizzata dal pastore marcianese Pietro Anselmi assieme al figlio Oreste sul finire del XIX secolo.

## Panorama virtuale
Serraventosa Archiviato il 14 dicembre 2013 in Internet Archive.